# Кетрін Ройттер
Кетрін Ройттер (англ. Katherine Reutter, МФА: /ˈrɔɪtər/, 30 липня 1988) — американська ковзанярка, що спеціалізується в шорт-треку, призер Олімпійських ігор.
Кетрін Ройттер навчилася кататися на ковзанах у 4 роки. Серйозні тренування розпочалися в школі, де її натхненням була п'ятиразова олімпійська чемпіонка Бонні Блер. На професійному рівні Кетрін виступає з 2005.
На Олімпіаді у Ванкувері Ройтер виборола срібну медаль на дистанції 1000 м і бронзу разом із подругами із збірної США в естафеті.